# Kościół św. Mikołaja w Hrubieszowie
Kościół Świętego Mikołaja w Hrubieszowie – zabytkowy rzymskokatolicki kościół parafialny mieszczący się w Hrubieszowie, przy ulicy 3 Maja.

## Historia
Został wybudowany w stylu barokowym w latach 1736–1766 wraz z klasztorem dominikanów z fundacji Józefa Kuropatnickiego, kasztelana bieckiego i jego małżonki Teresy Zuzanny z Kurdwanowskich. Byli oni rodzicami Ewarysta Andrzeja Kuropatnickiego, który w wydanym po raz pierwszy w 1786 r. dziełku pt. „Geografia (...) Galicyi i Lodomeryi” pisał o hrubieszowskim kościele, ...w którym są groby Kuropatnickich i Kurdwanowskich, którzy się do fundacyi tego kościoła znakomicie przykładali, jako i klasztoru dominikańskiego.
Kościół został konsekrowany w 1750 roku przez ordynariusza chełmskiego Józefa Eustachego Szembeka. Restaurowany w: drugiej połowie XIX wieku, 1910, po zniszczeniach w czasie pierwszej wojny światowej, 1933 i 1954. Po skasowaniu klasztoru w 1781 roku konwent działał tylko do 1819 roku (następnie dominikanie zostali przeniesieni do Krasnobrodu), a kościół przed 1786 r. został kościołem farnym.

## Architektura
Zespół klasztorny to budowle murowane z cegły, otynkowane. Świątynia posiada prezbiterium zwrócone w stronę zachodnią, klasztor obejmuje ją dwoma skrzydłami od południa i wschodu, jest połączony z nią od strony południowej przejściem zawieszonym nad arkadą.

## Wyposażenie
W zakrystii kościoła znajduje się krucyfiks z rzeźbą Chrystusa Ukrzyżowanego, która ma cechy wspólne z rzeźbą Chrystusa Ukrzyżowanego z krucyfiksa w kościele św. Franciszka Ksawerego w Krasnymstawie.